# Android Donut

Versions d'Android fins al 2014

Android 1.6 "Donut" és una versió del sistema operatiu mòbil Android desenvolupat per Google, que ja no és compatible. Entre les característiques més destacades introduïdes amb aquesta actualització es va afegir la compatibilitat amb els telèfons intel·ligents CDMA, mides de pantalla addicionals, un indicador d'ús de la bateria, i un motor de text a veu.
Després del llançament públic el nom en clau de Donut la seva postre oficial amb temàtica va convèncer a Google per designar les principals versions d'Android per a operadors, ràpidament amb el seu llançament als clients en forma d'una actualització OTA per a telèfons intel·ligents compatibles.